# 濫交
濫交（英語：promiscuity）是指經常與不同的性伴侶發生性行為的人。如果用词者理想的性關係是單配偶制，則該術語可以帶有道德判斷。一夜情是一個常見的例子。

## 人類
準確評估人們的性行為很困難，社會控制和禁忌會使報告的性行為被過分誇大或減少。
美國在1978年和1982年進行的實驗發現，絕大多數男人都願意與不認識的女人發生性關係。相比之下，沒有女人同意具有中等吸引力的男人的這種主張。儘管男人通常對這些要求感到滿意，但無論他們的意願如何，女人都感到震驚和厭惡。
人們一生中擁有的性伴侶的數量差異很大。2007年在美國進行的一項全國調查發現，男性報告的女性性伴侶的中位數為7，女性報告的男性性伴侶的中位數為4。男性可能誇大了伴侶人數。
據報告，大約29％的男性和9％的女性一生中有超過15個性伴侶。性傳染病傳播的研究表明，一小部分人口有比平均水平的男人或女人更多的伴侶。
2006年對來自全球59個國家的數據進行的系統綜述發現，性伴侶的數量與健康狀況之間沒有關聯。